# YAGレーザー
YAGレーザー（ヤグレーザー）とは、イットリウム・アルミニウム・ガーネット
（Yttrium Aluminum Garnet）を用いた固体レーザーのことである。複合元素それぞれの頭文字をとり「YAG」となる。

## 概要
このレーザーで用いられるYAGの結晶は、イットリウムのうち結晶製造時に他の元素を数％ドープ（添加）して置き換えたものが用いられている。研究用・工業用・医療用レーザーなどに最も多く用いられているのはネオジム（元素記号Nd）をドープした Nd:YAGレーザーで、医療用などでエルビウム（元素記号Er）をドープした Er:YAGレーザーも多く使われている。
また、胆石の除去などにはCTH:YAGというクロム、ツリウム、ホルミウムをドープしたものが使われる。

## 危険性
YAGレーザーなどの近赤外光レーザーは散乱光が見えないため光路調整などに注意が必要である。